# Porto Walter
Porto Walter is een gemeente in de Braziliaanse deelstaat Acre. De gemeente telt 8.855 inwoners (schatting 2009).

## Hydrografie
Porto Walter ligt aan de Juruá, een zijrivier van de Amazone. 

## Aangrenzende gemeenten
De gemeente grenst aan Cruzeiro do Sul, Marechal Thaumaturgo en Tarauacá. 

### Landsgrens
En met als landsgrens aan het district Masisea in de provincie Coronel Portillo in de regio Ucayali met het buurland Peru.